# Single Event Effect
Die Bezeichnung Single Event Effect (SEE) ist der Oberbegriff für Effekte, die in Halbleiterbauelementen durch den Einschlag, bzw. das Durchqueren eines Teilchens einer ionisierenden Strahlung ausgelöst werden können. Zu diesen Strahlungen zählen z. B. Alphastrahlung, Neutronenstrahlung und kosmische Strahlung. Relevant sind SEEs insbesondere im Bereich der in Luft- und Raumfahrt verwendeten Mikroelektronik, da in höheren Bereichen der Erdatmosphäre und vor allem im Weltraum eine erhöhte Strahlungsintensität herrscht.

## Arten vonSingle Event Effects
Grundsätzlich lassen sich zwei Arten von SEEs unterscheiden: SEEs, die einen permanenten Schaden hervorrufen (sog. hard errors) und solche, die nur eine temporäre Fehlfunktionen bewirken (sogenannte soft errors). Nachfolgend sind die wichtigsten Arten von SEEs aufgeführt.
- Single Event Latchup (SEL): Ein SEL führt zum Zünden eines parasitären Thyristors und somit einem Kurzschluss in einem Halbleiterbauteil. Dies kann zur Zerstörung des betroffenen Bauteils führen. Durch rechtzeitiges Aus- und anschließendes Wiedereinschalten des Bauteils lässt sich ein SEL beheben.
- Single Event Upset (SEU): Bei diesem Effekt handelt es sich um das „Kippen“ eines Bits (englisch bitflip), bzw. die Änderung des Zustands einer digitalen Schaltung. Je nach Ort und Zeitpunkt des SEUs kann es zu unterschiedlichen Fehlern kommen (z. B. Änderung des Inhalts einer Speicherzelle, Fehler im Programmablauf eines Computers). Ein SEU bewirkt keinen dauerhaften Schaden am betroffenen Bauteil. Führt ein SEU zum völligen Versagen eines Systems (z. B. Computerabsturz), wird dies auch als Single Event Functional Interrupt (SEFI) bezeichnet. SEUs können auch auf Meeresniveau auftreten. Sie werden hier meist durch radioaktive Verunreinigungen im Gehäusematerial eines Bauteils und die daraus resultierende Alphastrahlung hervorgerufen.
- Single Event Transient (SET): Dieser Effekt äußert sich in einer kurzzeitigen Änderung des Signalpegels in einer elektronischen Schaltung (glitch). Auch dies kann zu unterschiedlichen Fehlfunktionen führen, ruft aber keinen bleibenden Schaden am betroffenen Bauteil hervor.
- Single Event Burnout (SEB). Ein SEB bewirkt einen überhöhten Strom im Bereich der Drain-Source-Strecke eines Leistungs-MOSFETs, was zur Zerstörung des Bauteils führt.
- Single Event Gate Rupture (SEGR): SEGR bezeichnet die Zerstörung der Gate-Dielektrikum bei Leistungs-MOSFETs. Genau wie der SEB führt dieser Effekt zum Ausfall des betroffenen Bauteils.

## SEE-Wahrscheinlichkeit
Die Wahrscheinlichkeit für das Auftreten eines SEEs in einem bestimmten Bauteil oder einer bestimmten Baugruppe hängt im Wesentlichen von zwei Faktoren ab:
1. Verwendete Halbleitertechnologie. Unterschiedliche Halbleitertechnologien sind unterschiedlich Anfällig für SEEs. Die an das Halbleitermaterial abzugebende Teilchenenergie, ab der ein SEE in einem Bauteil auftreten kann, wird als {\displaystyle LET_{\text{th}}} bezeichnet (jeweils für die unterschiedlichen Arten von SEEs), wobei LET für linearer Energietransfer und der Index th für threshold (deutsch: Schwelle, Schwellwert) steht. Hierfür wird als Maßeinheit üblicherweise MeV·cm²/mg (bezogen auf Si für MOS-Halbleiterbauteile) verwendet.
2. Strahlungsintensität. Die Intensität der Strahlung, der ein Bauteil ausgesetzt ist, kann, je nach Einsatzort und -zeit, stark variieren. Für Satelliten ist hier insbesondere der jeweilige Orbit ausschlaggebend. Des Weiteren ist in Zeiten erhöhter Sonnenaktivität (Sonneneruptionen) mit einer höheren SEE-Rate zu rechnen.